# Groene linie (Syrmië)
De Groene linie (Duits: Grüne Linie) was de tweede, sterkere linie van het Duitse Syrmische front. De linie werd aangevallen op 25 oktober 1944 door de Joegoslavische partizanen en werd twee dagen later ingenomen.

## Duitse verdediging
De Groene linie liep van Vrdnik, via Irig en Ruma naar Jarak. De Duitse focus lag op het zuidelijke stuk en de stad Ruma was het belangrijkste bolwerk. De verdediging was in handen van de Duitse Divisie Böttcher o.l.v. Generalleutnant Karl Böttcher.

## De aanval
NOVJ (Narodnooslobodilačka vojska Jugoslavije (Volksbevrijdingsleger van Joegoslavië)) eenheden vielen op 25 oktober frontaal aan op de Groene Linie. Om 12 uur begon een aanval op de bolwerken rond Ruma. De aanval werd uitgevoerd door eenheden van de 11e en 16e Krajina Divisies, ondersteund door twee artillerieregimenten van het Rode Leger.
De Derde Vojvodina Brigade van de 36e Vojvodina-divisie, versterkt door een bataljon soldaten van het Rode Leger, viel Irig op dezelfde dag om 18.00 uur aan en slaagde erin deze plaats om 23.00 uur in te nemen. Hierdoor lag de Duitse verdediging van de Groene Linie op de noordelijke vleugel open.
Op 26 oktober om 14.00 uur, na het overwinnen van de toegangshindernissen, begon de 16e Divisie een aanval op de stad Ruma zelf. De aanval werd voorafgegaan door zwaar artillerievuur van kanonnen en Katjoesja’s. Terwijl de gevechten om Ruma nog aan de gang waren, veroverde de 11e Divisie het dorp Jarak en drong door tot het dorp Vognja en zelfs tot Sremska Mitrovica. Zo werden de Duitse posities op de Groene Linie ook op de zuidvleugel doorbroken.
De aanval van de 16e Divisie op Ruma verliep in het begin erg langzaam, omdat het omringende land volledig vlak en onbeschut was. Pas toen het donker werd nam het tempo van de aanval toe, maar de Duitsers slaagden er toch in om drie opeenvolgende aanvallen van de 16e Divisie te stoppen. Alleen de vierde aanval, omstreeks 3 uur, slaagde. Toen de 16e Divisie de stellingen aan de rand van de stad innam, trokken de Duitse troepen zich terug naar het westen. Op 27 oktober om 5 uur was Ruma volledig bevrijd. Omdat ze zowel frontaal als vanaf de linker- en rechterflank werd bedreigd, trok de Divisie Böttcher zich snel terug naar de volgende linie, de Gele linie, met als ankerpunt Sremska Mitorvica.